# Rauenberg
Rauenberg este un oraș din landul Baden-Württemberg, Germania. Se află la o altitudine de 132 m deasupra nivelului mării. Are o suprafață de 11,12 km². Populația este de 8.727 locuitori, determinată în 31 decembrie 2023, prin actualizare statistică[*].